# RWF
Rassemblement Wallonie-France (RWF) és un partit polític való que propugna la reunificació de Valònia i Brussel·les a França com succeí entre els anys 1795 i 1814. L'agrupació de Brussel·les s'anomena Rassemblement Bruxelles-France (RBF).

## Membres del partit
L'home fort del partit és Claude Thayse.

## Eleccions
A les eleccions federals belgues de l'any 2003 (amb només una circumscripció electoral per Valònia) el partit va aconseguir 27.424 vots (1,1%). A les eleccions del 2004 al parlament való (13 circumscripcions electorals), RWF va aconseguir 20.019 vots a Valònia, que suposava un 1,02% de la població RWF no ha aconseguit mai un escó. A Brussel·les van aconseguir 1.575 vots(0,4%) l'any 2004.
RWF va arribar a un acord amb tres partits més per concórrer a les eleccions municipals del passat 8 d'octubre del 2006 sota la marca de Listes Wallon. A les eleccions federals del 2007 han tret 26.240 vots (25.416 l'any 2003).

## Altres
RWF té la competència d'un altre partit ratacista, el Parti France.